# Ernst Albert Fischer-Cörlin

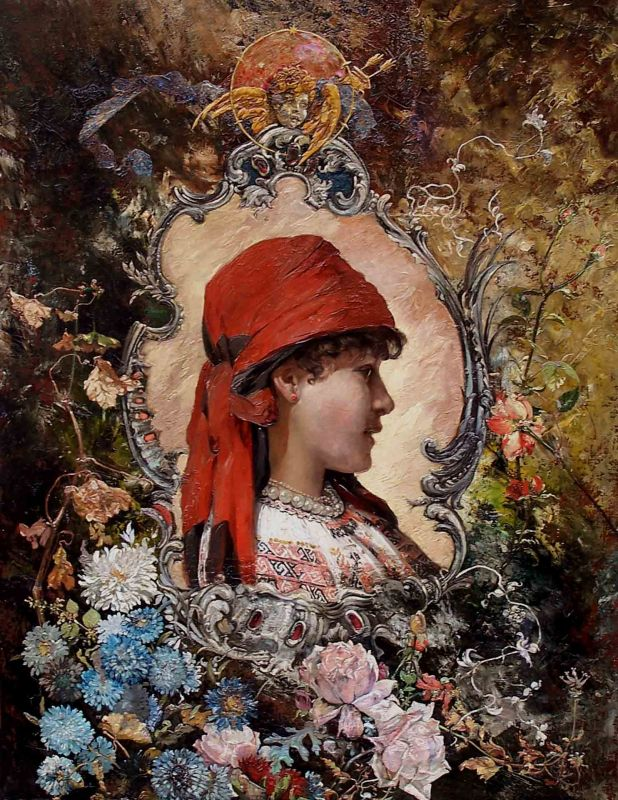
Pusztamädchen (vers 1900).

Ernst Albert Fischer-Cörlin (né le 22 août 1853 à Körlin, mort le 27 février 1932 à Berlin en Allemagne) est un peintre allemand.

## Biographie
Ernst Albert Fischer-Cörlin naît à Körlin le 22 août 1853. Il étudie à l'Académie prussienne des arts à Berlin auprès d'Eduard Daege et de Julius Schrader. Il reçoit pendant six ans l'enseignement d'Anton von Werner. Il est membre de l'Allgemeine Deutsche Kunstgenossenschaft.